# Francisco de la Torre Díaz
Francisco de la Torre Díaz (Madrid, 22 de julio de 1972) es un inspector de Hacienda y expolítico español de Ciudadanos.

## Biografía
Francisco de la Torre es licenciado en Derecho y Ciencias Económicas por la Universidad Pontificia de Comillas. En 1999 aprobó por el turno libre las oposiciones a inspector de Hacienda con el número 1 de su promoción. Ha ejercido como Administrador de la Agencia Tributaria y también como Inspector, tanto en labores directas de comprobación como en la dirección de equipos de inspección.
Sus áreas de especialización son la Fiscalidad Internacional y la Fiscalidad Financiera (en las que obtuvo sendos diplomas de Alta Especialización del Instituto de Estudios Fiscales) y los procedimientos tributarios, de los que ha sido profesor en el citado Instituto.  
Ha sido conferenciante habitual, tanto en foros de Asesoría Fiscal (AEDAF, ASEFIGET…) como en otras instituciones como el Instituto de Fomento Empresarial (IFE). Ha colaborado con frecuencia en revistas especializadas en Economía y Fiscalidad y en medios de comunicación económicos y generales. Fue Secretario General y portavoz de la Organización Profesional de Inspectores de Hacienda entre 2008 y 2012. 
Ha publicado un centenar de artículos de opinión en diversos medios y siete artículos doctrinales en revistas especializadas. Habla inglés, francés y catalán. 
En marzo de 2014 publicó su primer libro: “¿Hacienda somos todos? Impuestos y fraude en España" (Editorial Debate), saliendo publicada la 3ª edición en mayo de 2015. 
En julio de 2015 fue elegido por primarias como candidato al Congreso de los diputados por Ciudadanos por Madrid con el número 2 de la Candidatura, resultando elegido diputado en las elecciones generales del 20 de diciembre de 2015. Posteriormente fue elegido Presidente de la comisión de Presupuestos del Congreso de los Diputados.
En las elecciones del 26 de junio de 2016, repitió como número 2 de la lista de Ciudadanos por Madrid, resultando elegido diputado en la legislatura XII. posteriormente volvió a ser elegido Presidente de la comisión de Presupuestos del Congreso de los Diputados. 
Fue portavoz de Ciudadanos en la Comisión de Hacienda y Función Pública y portavoz adjunto en la Comisión de Economía, Industria y Competitividad. 
En enero de 2017 fue elegido como responsable de fiscalidad en el Comité Ejecutivo Nacional de Ciudadanos. 
En julio de 2019 anunció el abandono de la dirección de Cs y la renuncia de su escaño de diputado para septiembre, comunicando a Albert Rivera en la carta de dimisión que el partido se había convertido en «parte del problema y no parte de la solución».